# 단지평원

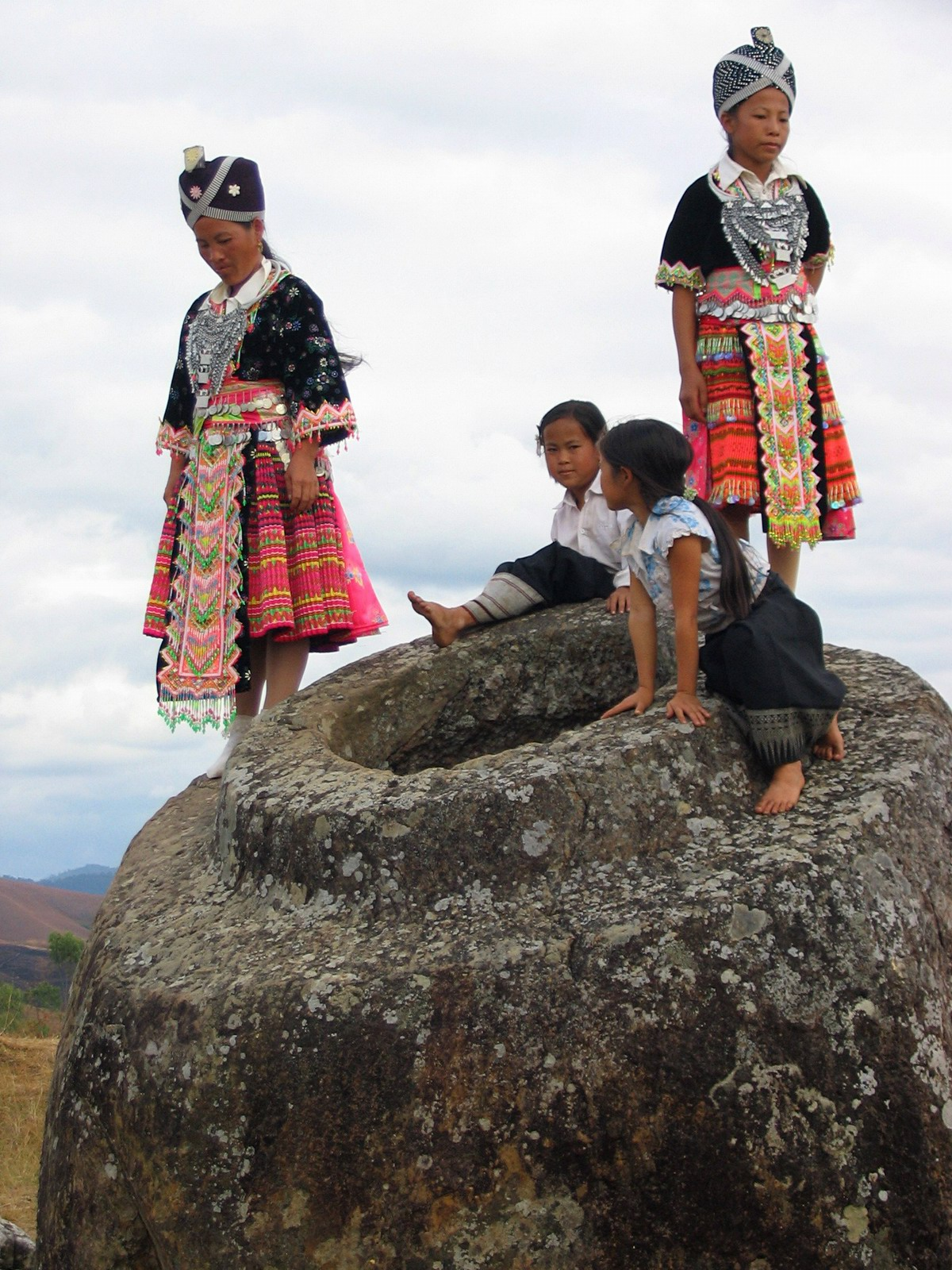
단지석 위에 올라가 있는 몽족 소녀들

단지평원( - 平原, 라오스어ທົ່ງໄຫຫິນ)은 라오스 중부 씨엥쿠앙 주, 안남산맥의 북단에 위치한 씨엥쿠앙 평원에 많은 돌 항아리가 흩어져 묻혀있는 역사 문화적인 장소 또는 시엥쿠앙 평원 자체를 의미한다. 돌 항아리는 씨엥쿠앙 평원을 중심으로 400곳 이상이 확인되고 있다.

## 전설과 신화
고고학자들은 이 바위 항아리는 고대 오스트로아시아 족이 1,500~2,000년 전에 사용했다고 생각하고 있다. 회수된 돌 항아리의 대부분은 기원전 500~ 기원후 800년까지이다. 인류학자와 고고학자의 이론은 이 바위 항아리가 항아리 또는 식품 저장을 위한 저장소로 사용되었다고 한다.
라오스의 전설은 이 지역에서 한때 거인 종족이 있었다고 한다. 그리고 쿤 청(Khun Cheung)이라는 고대 왕이 오랜 시간 동안 적과 전투를 계속하여 승리를 했고, 이를 기념하기 위해, 많은 라오 라오라는 쌀로 빚은 술을 양조하고 저장하기 위해 돌 항아리를 만들었다고 한다.
1930년대 들어 처음으로 단지 평원을 조사, 연구한 서양인은 프랑스극동학원의 프랑스인 고고학자 마들렌느 꼴라니(Madeleine Colani)였다. 그녀는 팀 돌 항아리가 있는 위치를 발굴하다가 구멍 근처에서 구워진 것이나 재를 포함한 인골을 발견했다. 그녀의 연구는 다양한 발굴을 현재에도 가장 설득력 있는 것이다.

## 갤러리

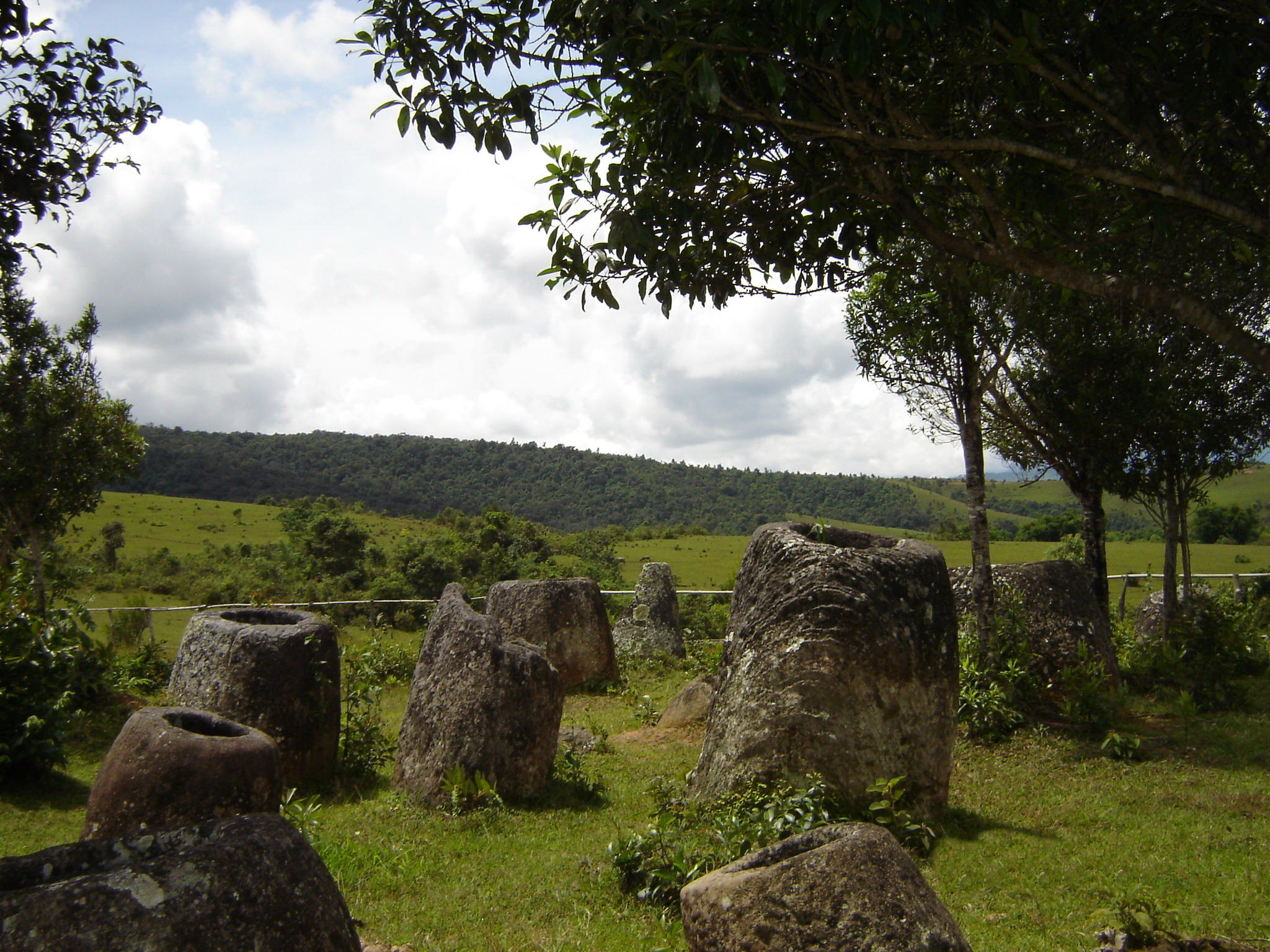
단지 평원
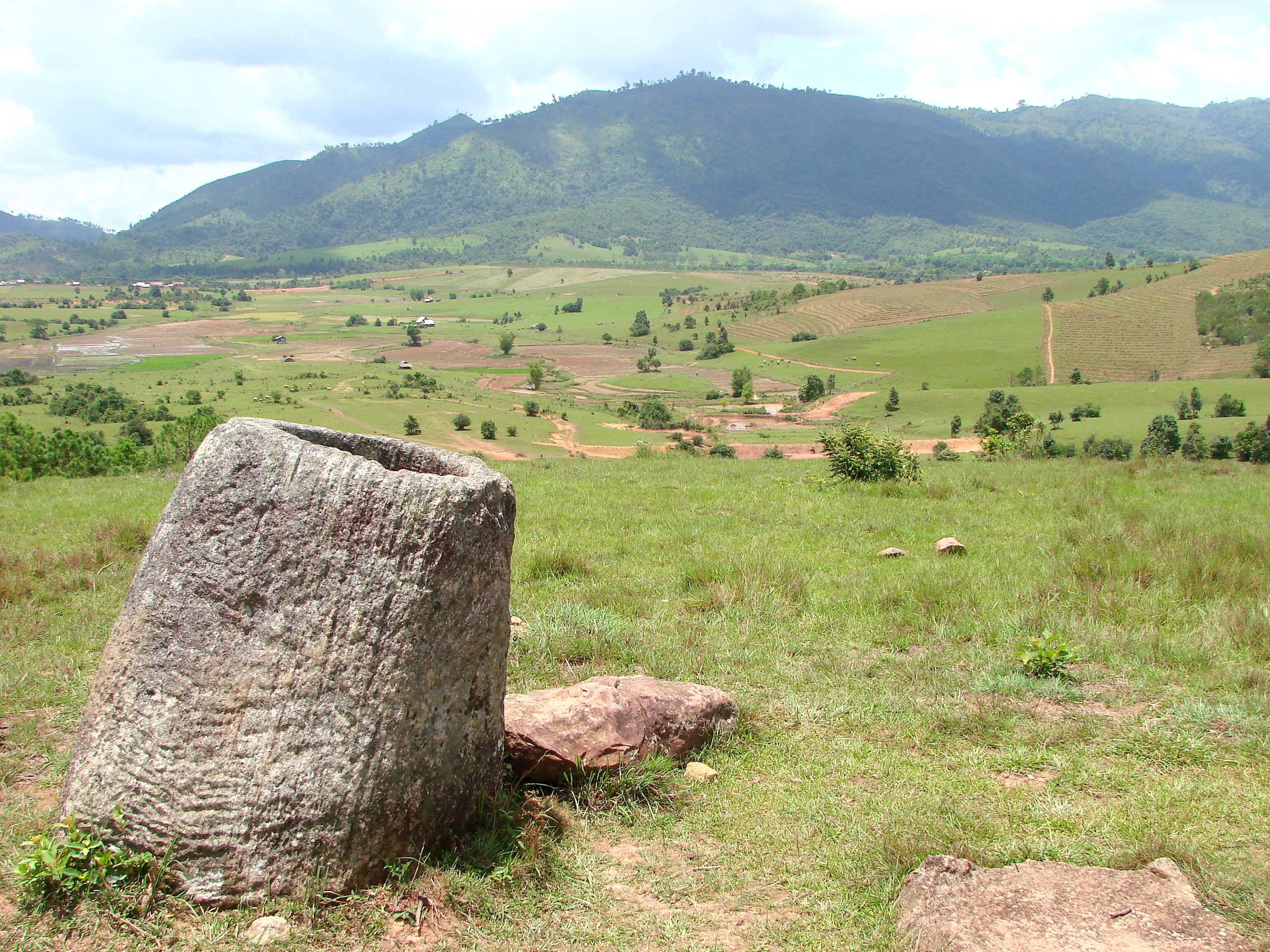
단지 평원2
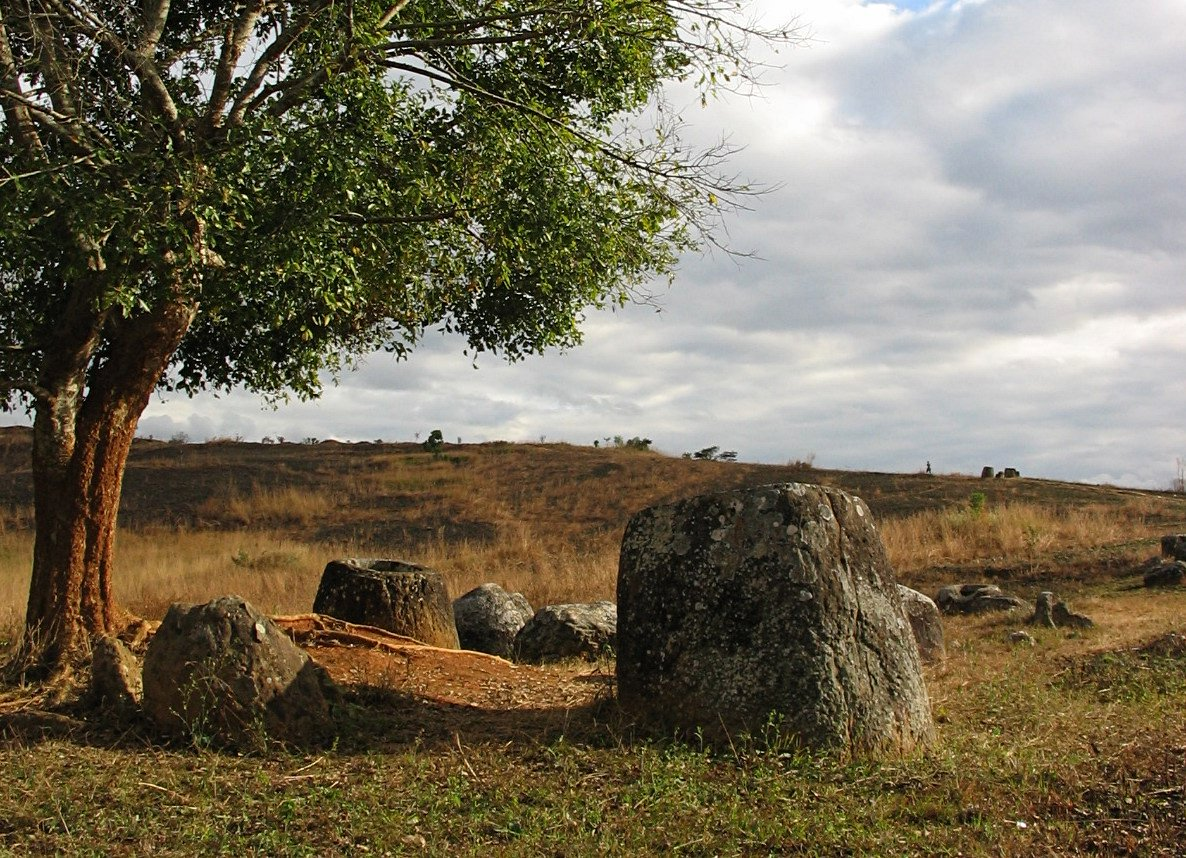
단지 평원3
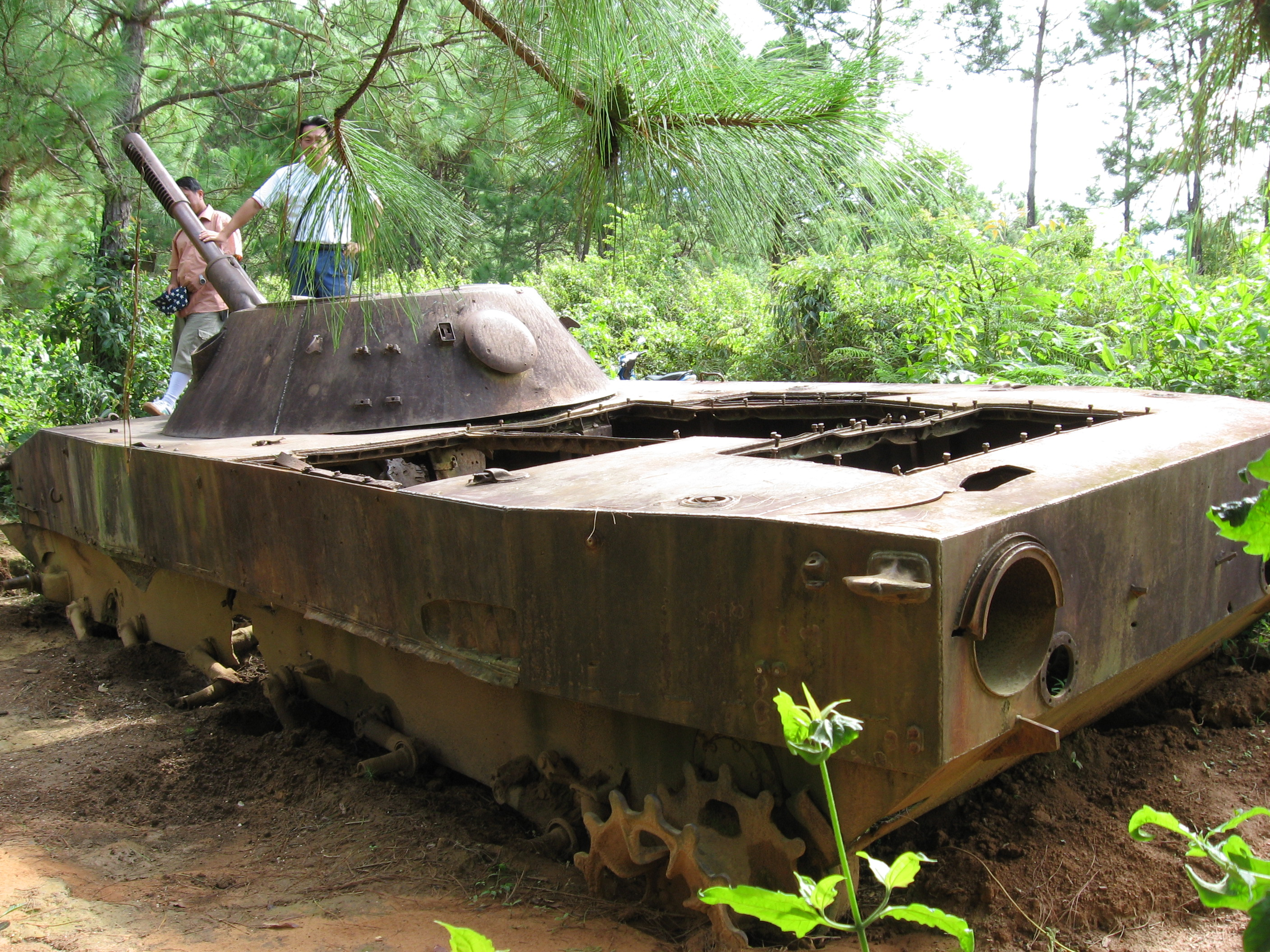
단지 평원의 러시아 탱크

## 같이 보기
- 사후인 문화